# Momo González
Juan Jerónimo González Luque (Antequera, 1997), conocido como Momo González, es un jugador profesional de pádel español que actualmente ocupa la 9.ª posición del ranking FIP.Juega en el revés junto a Jon Sanz. 

## Carrera deportiva
Momo González ha jugado con varios jugadores durante su carrera deportiva como Gabi Reca, Tito Alemandi, Javi Rico, Álex Ruiz, Miguel Yanguas, Sanyo Gutiérrez y Javi Garrido.
Momo González fue uno de los jugadores que más partidos jugó en la temporada 2018 con 55 y un total de 35 victorias. Creció mucho como jugador al lado de Javi González primero y después de un veterano del pádel como Gaby Reca.
Después de algunos años de esfuerzo, mediante el juego con Alex Ruiz en 2019-2020, el pádel de “Momo” se catapultó y pudo establecerse en el cuadro final y últimas fases del World Padel Tour. Después del periodo de juego con Alex Ruiz, Gerónimo se unió a Miguel Yanguas para obtener los resultados deseados pudiendo ganar el Open 500 de Reus el 2 de marzo de 2023.
A mediados de la temporada 2023 Daniel “Sanyo” Gutiérrez llamó al jugador de Antequera para formar pareja, después de algunos torneos los resultados no fueron como esperaban y la hazaña terminó en separación. 
Actualmente la pareja de juego de “Momo” González es Javi Garrido, un jugador andaluz de 23 años con gran potencia en el juego. 
El jugador malagueño también compite en el circuito de Premier Padel y ocupa el puesto número 14 del ranking FIP.

## Finales World Padel Tour
| N.º | Fecha                    | Torneo          | Pareja          | Oponentes en la final                | Resultado |
| --- | ------------------------ | --------------- | --------------- | ------------------------------------ | --------- |
| 1   | 30 de mayo de 2021       | Santander Open  | Javier Rico     | Juan Lebrón / Alejandro Galán        | 3-6 / 2-6 |
| 2   | 5 de junio de 2022       | Marbella Master | Alejandro Ruiz  | Juan Lebrón / Alejandro Galán        | 2-6 / 4-6 |
| 3   | 25 de septiembre de 2022 | Madrid Master   | Alejandro Ruiz  | Arturo Coello / Fernando Belasteguín | 4-6 / 2-6 |
| 4   | 21 de mayo de 2023       | Danish Open     | Sanyo Gutiérrez | Martín Di Nenno / Franco Stupaczuk   | 3-6 / 2-6 |
| 5   | 4 de junio de 2023       | Marbella Master | Sanyo Gutiérrez | Arturo Coello / Fernando Belasteguín | 3-6 / 2-6 |